# Nicola Angelucci
Nicola Angelucci (Castel Gandolfo, 21 maggio 1895 – 27 settembre 1988) è stato un avvocato e politico italiano.

## Opere
Per Editoriale Olimpia di Firenze ha pubblicato:
- Meno armi e meno fame nel mondo, 1965
- E le cicale continueranno a cantare, 1965